# Выборка (река)
Выборка — река в России, течёт по территории Новоржевского и Островского районов Псковской области. Устье реки находится на высоте 74 м над уровнем моря в 22 км по правому берегу реки Мильи. Длина реки — 15 км.

## Данные водного реестра
По данным государственного водного реестра России относится к Балтийскому бассейновому округу, водохозяйственный участок реки — Великая. Относится к речному бассейну реки Нарва (российская часть бассейна).
Код объекта в государственном водном реестре — 01030000112102000028427.